# Listy Fryderyka Chopina do Delfiny Potockiej
Listy Fryderyka Chopina do Delfiny Potockiej – fałszywy zbiór listów, mający być zapisem korespondencji między Fryderykiem Chopinem a Delfiną Potocką. Podrobienie listów było najprawdopodobniej efektem licznych plotek na temat romansów Potockiej (była ona kochanką m.in. Zygmunta Krasińskiego, przy czym autentyczne listy, jakie między sobą pisali, stanowią dzisiaj cenne pozostałości dla polskiej epistolografii).

## Losy zbioru
W 1939 do Polskiego Radia w Wilnie zgłosiła się Paulina Czernicka, twierdząc, iż jest w posiadaniu kilku nieznanych i niepublikowanych listów Chopina do Potockiej oraz że chciałaby przygotować na ten temat audycję. Plany te udaremnił wybuch II wojny światowej. W 1945 ta sama kobieta (mieszkająca wtedy w zachodniej części Polski) odwiedziła Polskie Radio w Poznaniu i, doprowadzając do nadania kilku audycji zawierających m.in. fragmenty owych listów, wywołała entuzjastyczne zainteresowanie w kręgach muzycznych. Na wzrost zainteresowania miał wpływ fakt, że większość zbiorów i archiwów została w czasie wojny zniszczona przez Niemców. Z powodu opisywanych przez Czernicką epizodów o charakterze seksualnym spowodowało, że zainteresowanie zaczęło stopniowo przeradzać się w sceptycyzm. Zrodzona dyskusja na temat autentyczności zbioru oraz prawdziwości romansu między Chopinem a Potocką doprowadziła do poproszenia Czernickiej o dostarczenie oryginałów do Towarzystwa im. Fryderyka Chopina w celu ich weryfikacji oraz publikacji. Została podpisana umowa, która zobowiązywała Czernicką do dostarczenia oryginałów i odpisów korespondencji. Po kilku miesiącach poinformowała ona Towarzystwo, iż oryginały „czasowo zaginęły”, lecz może przedstawić ich fotografie. Potem stwierdziła, że niektóre oryginały dała w 1939 pewnemu francuskiemu oficerowi w Wilnie, a obecnie znajdują się one we Francji, pozostałe zaś są ukryte w Polsce, oraz że w niedługim czasie je przedstawi. Tego dnia, w którym Czernicka obiecała przedstawić listy, Towarzystwo otrzymało od niej telegram informujący o kradzieży teczki z dokumentami. Według wyjaśnień Czernickiej, osobą mającą wyrwać jej z ręki owe listy podczas oczekiwania na pociąg, miał być złodziej wynajęty przez krewnych rodziny Potockiej, którzy nie chcieli dopuścić do publikacji „kompromitujących” dokumentów. Według innych wyjaśnień Czernickiej listy miały być przechowywane w Australii lub u jej ciotki w Stanach Zjednoczonych.
Autentyczność historii opowiadanych przez Czernicką jest o tyle wątpliwa, iż twierdziła ona, że w posiadanie listów weszła przez znajomość z rodziną Komarów (którzy mieli być spokrewnieni z Potocką). Rodzina, o której mówiła Czernicka, przez około 300 lat nie miała żadnych (nie licząc wspólnego nazwiska) powiązań z rodziną, w której urodziła się Potocka. Żyli także w całkiem innej części kraju. Co więcej, potomkowie Potockiej praktycznie całkowicie wymarli, a jej dziedziczki (którymi były hrabina Aleksandrówna Tyszkiewiczówna z Komarów oraz hrabina Róża Raczyńska z Potockich) nie miały pojęcia o istnieniu owej korespondencji.

### Paulina Czernicka
Nagłośnienie sprawy „odnalezionego” zbioru spowodowało również zainteresowanie osobą samej Czernickiej. Z relacji ludzi, którzy znali ją osobiście wynika, iż była kobietą z zaburzeniami psychicznymi o skłonnościach psychopatycznych, która dotknęły też nieszczęścia w sprawach uczuciowych. Jej matka oraz obaj bracia popełnili samobójstwo. Sama Czernicka odebrała sobie życie w 1949 (przypadała wtedy setna rocznica śmierci Chopina). Była ona zafascynowana osobą muzyka i od najmłodszych lat zbierała wszelkie dostępne jej publikacje na jego temat.

## Charakter zbioru
Gdyby listy Chopina do Potockiej okazały się autentyczne, stanowiłoby to rewolucję w pojmowaniu postaci polskiego pianisty i kompozytora. Autentyczna korespondencja Chopina rzadko kiedy traktuje o sprawach uczuciowych. Wyjątkiem są listy do Tytusa Wojciechowskiego, w których opisywał on swoją nieśmiałą oraz nieszczęśliwą miłość do Konstancji Gładkowskiej. Wojciechowski był dla Chopina jedyną osobą, której mógł swobodnie zwierzać się z takich tematów, zwłaszcza natury seksualnej, a „listy” do Potockiej zawierają fragmenty o mocnym zabarwieniu erotycznym.
Charakterystyczne dla zbioru są również wypowiedzi oraz sądy muzyka na temat innych kompozytorów, swojej własnej twórczości oraz twórczości artystycznej w ogóle. Tego typu uwag nie zawierają żadne inne pozostawione przez niego źródła. Nie licząc drobnych uwag (najczęściej w kontekście żartobliwym), jak ta (z listu do Wojciechowskiego z 20 października 1829) dotycząca jednego z triów Ludwiga van Beethovena, o którym stwierdza, iż „(…) tam Beethoven szydzi z całego świata”, w jego listach brak jest tego typu stwierdzeń. W listach przedstawionych przez Czernicką znajdują się liczne wzmianki o współczesnych (ale nie tylko) mu artystach oraz jego stosunku do własnej twórczości.

## Znajomość Chopina z Potocką

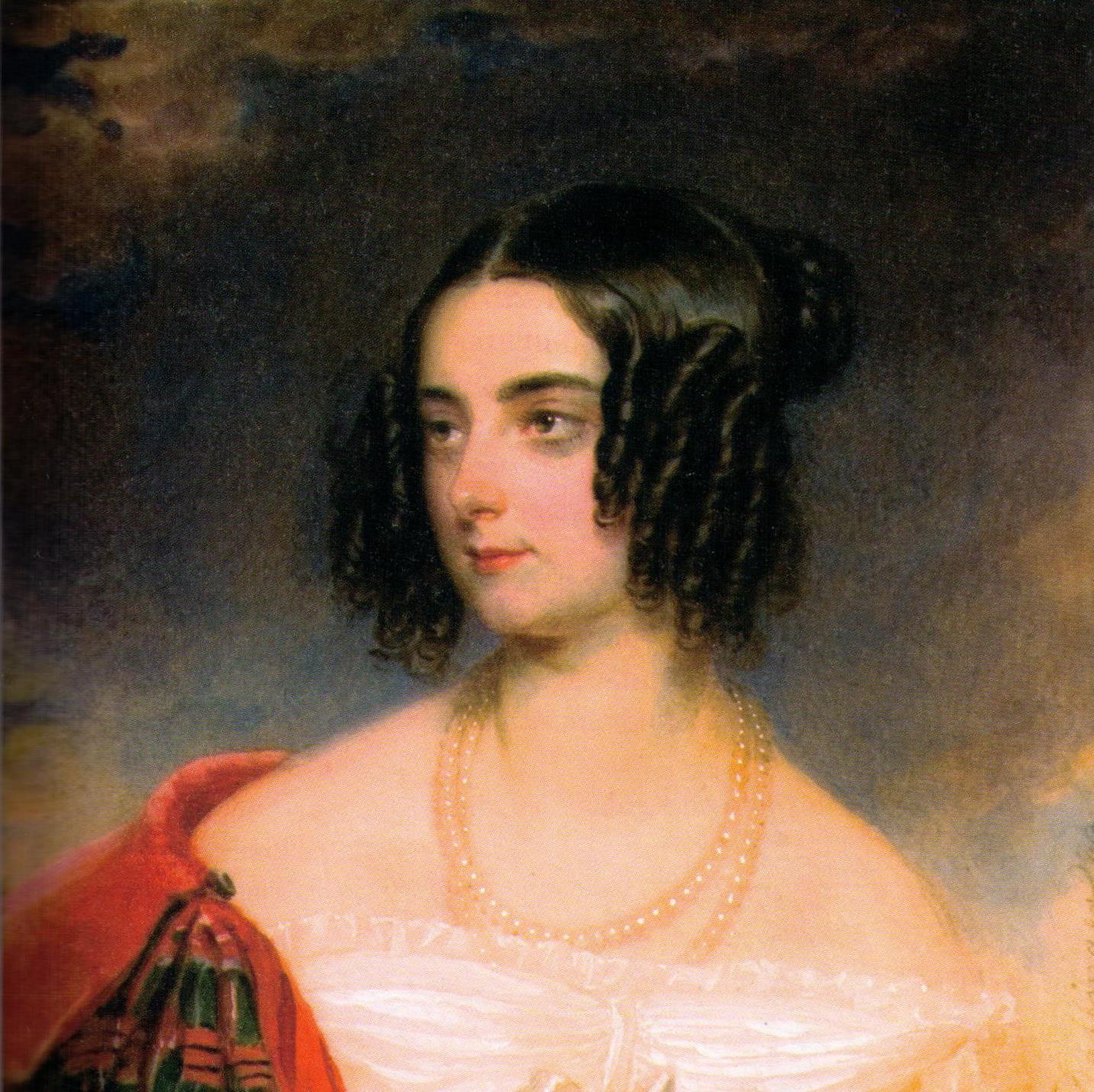
Potocka na obrazie z 1830

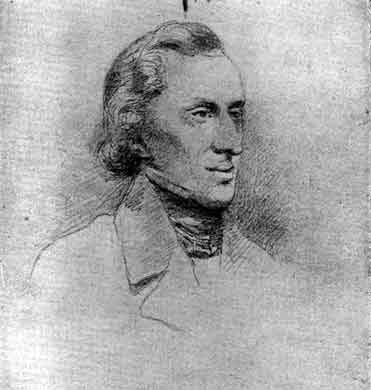
Chopin na rysunku Rudolpha Lehmanna z 1847

Fryderyk Chopin poznał Delfinę Potocką w Dreźnie. Ich znajomość rozpoczęła się w 1831, kiedy to Chopin na stałe zamieszkał w Paryżu. Starsza od niego o 3 lata Potocka stała się jedną z jego uczennic, wykazując talent zarówno pianistyczny, jak i wokalny. Towarzyszyła mu przez całe jego dorosłe życie, a 15 października 1849 (na dwa dni przed śmiercią Chopina) przyjechała do niego z Nicei i na jego prośbę śpiewała oraz grała przy nim na fortepianie. Chopin dedykował jej swój II koncert fortepianowy f-moll op. 21 z 1829.
Pierwsze zachowane wzmianki o ich romansie pochodzą z listu Józefa Mycielskiego napisanego z Paryża 26 września 1852, skierowanego do jego żony. W treści listu skrytykował on Potocką, a Chopina wymienia jako jednego z jej kochanków. Najprawdopodobniej jest to ówczesna plotka, gdyż Mycielski nie znał Chopina, a list został sporządzony kilka lat po śmierci kompozytora.
Drugim świadectwem jest informacja udzielona przez Emilię Hoffmannową z Borzęckich (żonę doktora Aleksandra Hoffmanna a jedną z uczennic Chopina) jednemu z pierwszych biografów Chopina. Hoffmannowa opowiadała, iż mąż mówił jej o nocnych spotkaniach Chopina z Potocką, podczas których m.in. razem grali i śpiewali. Stwierdzenie to nie może uchodzić za wiarygodne, gdyż Emilia Hoffmannowa wyszła za mąż około 10 lat po domniemanych wydarzeniach, a opisywała je po 50 latach i to człowiekowi, któremu zależało na dowiedzeniu prawdziwości romansu. Stwierdziła również, że Chopin mieszkał przez wiele lat z jej mężem, który co więcej doradzał mu oraz pomagał w sprawach kompozycji. Hoffmann rzeczywiście zajmował wspólne mieszkanie w Chopinem od połowy roku 1833, kiedy to muzyk po znacznym sukcesie w Paryżu pozwolił sobie na większe mieszkanie (mimo że wiodło mu się w tym okresie bardzo dobrze, to postanowił jednak zmniejszyć swój wysoki czynsz, biorąc współlokatora), lecz ten stan rzeczy trwał tylko do końca tego samego roku. Hoffmann miał nawyk palenia fajki, co bardzo Chopina denerwowało; innym przypuszczalnym powodem rozstania były długi doktora, jakie miał wobec artysty (który wymienia go wraz z innymi pożyczkobiorcami na wewnętrznej stronie okładki swojego dziennika). Na temat nowego mieszkania Chopina przy Chaussée d’Antin (niedaleko Opery) Hoffmannowa stwierdziła, iż „(...) mieszka jak kobieta, prawie chciałoby się powiedzieć, jak kotka”.
W marcu 1847 Chopin pisał w liście do rodziny: „(…) Pani Delfina Potocka, którą wiecie, jak bardzo kocham… parę dni temu do Nice wyjechała… (…)”, co mogłoby wskazywać na istnienie (niezależnie od autentyczności listów Czernickiej) jakiś bliższych stosunków między muzykiem a hrabiną. Jest to jednak mało prawdopodobne, gdyż środowisko arystokracji, artystów i ludzi innych wolnych zawodów ówczesnej Europy było tak małe, że ludzie wiedzieli o sobie bardzo wiele, a żaden trwający dłużej romans nie mógł się utrzymać w tajemnicy. Powszechnie znane były intymne stosunki, jakie łączyły Potocką z Krasińskim lub Chopina z George Sand. Pierwsi biografowie artysty (jak np. Ferenc Liszt) opierali się głównie na własnych wspomnieniach lub relacjach innych osób, które nie zawierają żadnych aluzji lub supozycji na temat tego, co miało łączyć Chopina z Potocką.

## Ocena autentyczności

### Argumenty „za”
W praktyce jedynym argumentem przemawiającym za autentycznością zbioru jest styl listów, uderzająco podobny do znanej korespondencji Chopina.

### Argumenty „przeciw”
Poniżej podano niektóre z argumentów przeczących autentyczności zbioru:

#### Argumenty wynikające z analizyhistorycznej
1. W korespondencji mowa jest o pewnych spotkaniach, które nigdy nie mogły mieć miejsca. Jedyny list Chopina, w którym podana jest pełna data, ujawnia czytelnikowi plan ich wieczornego spotkania (z korespondencji wynika, że oboje mieszkali w tym czasie w Paryżu), do którego nie mogło dojść, ponieważ Potocka przebywała wtedy (cały ówczesny rok) w Neapolu razem z Krasińskim. Co więcej, mimo że pojawiły się argumenty za tym, iż Czernicka mogła błędnie przepisać rok z oryginalnego listu, to w żadnym czasie, w którym ów list mógł zostać napisany, do takiego spotkania dojść nie mogło – oboje w podanym miesiącu nie znajdowali się w tym mieście. Miesiąc ten nie mógł zostać błędnie przepisany, gdyż był on przedstawiony w formie słownej.
2. W jednym z listów znajduje się informacja, iż Chopin wysyła do Potockiej egzemplarze książek Adama Mickiewicza, Stefana Witwickiego oraz Krasińskiego. Ten ostatni w podanym roku wydał tylko jedną książkę a co więcej zrobił to anonimowo.
3. W części listów Chopin bardzo pochlebnie wypowiada się na temat Mickiewicza i Cypriana Kamila Norwida. Co prawda Mickiewicz był dobrym kolegą Chopina o dorobku artystycznym uznanym w owym czasie zarówno przez Polaków, jak i Francuzów, lecz Norwid był wtedy młodym i początkującym poetą, który swoje wiersze publikował w mało znaczących periodykach. Jego popularność wzrosła dopiero w latach 30. XX wieku, czyli w czasie, w którym korespondencja miała zostać podrobiona.
4. We fragmentach listów o zdecydowanie erotycznym zabarwieniu pojawia się kojarzenie popędu seksualnego z artystyczną zdolnością twórczą, co jest stylem myślenia wyraźnie postfreudowskim, który nie tylko jest tu anachronizmem (Sigmund Freud urodził się kilka lat po śmierci Chopina), ale jest także sprzeczny z ogólną atmosferą oraz psychiczną strukturą społeczeństwa pierwszej połowy XIX wieku.

#### Argumenty wynikające z analizylingwistycznej
1. W listach użyte zostały słowa, które w języku polskim pojawiły się dopiero w XX wieku, albo też takie, które zmieniły swoje znaczenie i zostały użyte w ich dwudziestowiecznym, a nie w dziewiętnastowiecznym, znaczeniu. Pojawiające się tam wyrażenia takie jak „sztuka”, „dzieło artystyczne” lub „twórczość artystyczna” nie pojawiają się w żadnych innych listach Chopina, a co więcej, swoje obecne znaczenie zyskały dopiero po jego śmierci.
2. W korespondencji widnieją słowa i zwroty, które powszechnie stosowane są w Galicji i na Wołyniu, lecz nie w Warszawie, na Mazowszu czy w listach Chopina, których autentyczność jest całkowicie potwierdzona.

#### Inne argumenty
W papierach Czernickiej znajdowały się m.in. książki na temat Chopina, w których podkreślone ołówkiem fragmenty były (z niewielkimi zmianami) identyczne z fragmentami z owych listów. Korespondencja zawiera również dosłowne cytaty wypowiedzi uczniów Chopina w formie jego własnych słów. W rękopisach Czernickiej znajduje się także duża liczba zdań i określeń, które zostały dopisane innym piórem lub innym atramentem, co wskazuje raczej na preparowanie niż przepisywanie oryginalnych tekstów.

### Badania autentyczności
W 1964 w papierach pozostawionych przez zmarłego kompozytora Tadeusza Szeligowskiego odnaleziono kilka fotografii z uwiecznionymi rzekomo autentycznymi listami Chopina do Potockiej. W ich posiadanie wszedł jego szwagier Adam Harasowski, który w 1973 opublikował je w czasopiśmie „Music and Musicians”, co miało dowodzić, iż część zbioru jest fałszerstwem, jednak część jest autentyczna. Fotografie zostały przekazane przez Instytut Chopinowski do badań grafologicznych, których wynik stwierdził mistyfikację. Po tej informacji Mateusz Gliński będący jednym z orędowników autentyczności listów przekazał fotografie innemu specjaliście, który orzekł o ich prawdziwości. Wtedy sprawa została przebadana przez departament kryminalistyki Milicji Obywatelskiej, gdzie po próbach fotograficznych okazało się, iż fotokopie składają się z zestawienia fotograficznych wycinków linijek, słów lub wyrażeń pochodzących z faksymiliów lub fotografii autentycznych listów. Rozpoznane zostały także publikacje, z których niektóre słowa zostały sfotografowane. Osoba odpowiedzialna za spreparowanie fotografii jest obecnie nieznana.